# Oleksandrivka (Donetsk)
Oleksandrivka (en ucraniano: Олександрівка; en ruso: Александровка, romanizado: Aleksandrovka) es un asentamiento de tipo urbano ucraniano perteneciente al óblast de Donetsk. Situado en el este del país, hasta 2020 era el centro del raión de Oleksandrivka, pero actualmente es parte del raión de Kramatorsk y centro del municipio (hromada) homónimo. 

## Geografía
Oleksandrivka se encuentra el curso alto del río Samara, 130 km al noroeste de Donetsk.

## Historia
El asentamiento fue fundado en 1762 por el Teniente General Dmitro Norov. 
Durante la revolución rusa de 1905, bajo la influencia de la propaganda socialdemócrata, los campesinos de Oleksandrivka protestaron contra el sistema existente. En marzo de 1923 se convirtió en el centro del raión homónimo. En marzo de 1933 se inició aquí la publicación de un periódico regional.
Durante la Segunda Guerra Mundial, Oleksandrivka fue ocupada por tropas de la Wehrmacht el 18 de octubre de 1941 y liberada el 12 de septiembre de 1943 por tropas del Ejército Rojo. 
El 26 de mayo de 1965, Oleksandrivka recibió el estatus de asentamiento de tipo urbano.
En la guerra del Dombás, se arrojó un cóctel molotov a la casa del jefe de aldea el 27 de mayo de 2014. En la noche del 17 al 18 de marzo de 2015, volvieron a atacar la casa del alcalde en venganza por la interrupción del referéndum sobre la creación de la autoproclamada República Popular de Donetsk.
El 22 de abril de 2022, durante la invasión rusa de Ucrania, Oleksandrivka fue alcanzada por un ataque con dos misiles, uno de ellos dio en el centro del pueblo y otro junto al edificio del banco.

## Demografía
La evolución de la población de Oleksandrivka entre 1897 y 2022 fue la siguiente:
| 879                                                           | 1776 | 4250 | 4049 | 3796 | 3688 | 3593 | 3482 | 3338 |
| (Fuente: Cities & Towns of Ukraine y UKRAINE: Größere Städte) |      |      |      |      |      |      |      |      |